# Renata Godoy
Renata Godoy (* 23. April 2005) ist eine argentinische Leichtathletin, die sich auf den Siebenkampf spezialisiert hat.

## Sportliche Laufbahn
Erste internationale Erfahrungen sammelte Renata Godoy im Jahr 2021, als sie bei den U18-Südamerikameisterschaften in Encarnación mit 4983 Punkten die Goldmedaille im Siebenkampf gewann. Im Jahr darauf gewann sie bei den Jugend-Südamerikaspielen in Rosario in 1:01,98 min die Silbermedaille im 400-Meter-Hürdenlauf und anschließend verteidigte sie bei den U18-Südamerikameisterschaften in São Paulo mit 5328 Punkten ihren Titel im Siebenkampf. 2023 siegte sie mit 5123 Punkten bei den U20-Südamerikameisterschaften in Bogotá und sicherte sich mit der argentinischen 4-mal-400-Meter-Staffel in 3:52,10 min die Bronzemedaille. Anschließend belegte sie bei den U20-Panamerikameisterschaften in Mayagüez mit 4903 Punkten den vierten Platz im Mehrkampf. Im Jahr darauf verteidigte sie bei den U20-Südamerikameisterschaften in Lima mit 5062 Punkten ihren Titel. Anschließend gewann sie bei den U23-Südamerikameisterschaften in Bucaramanga mit 5156 Punkten die Bronzemedaille hinter er Brasilianerin Tainara Mees und Ana Paula Argüello aus Paraguay.
In den Jahren 2022 und 2024 wurde Godoy argentinische Meisterin im Siebenkampf.

## Persönliche Bestleistungen
- Siebenkampf: 5156 Punkte, 28. September 2024 in Bucaramanga